# 五十嵐八五郎
五十嵐 八五郎（いがらし はちごろう、1854年（安政元年） - 1927年（昭和2年））は主に埼玉県南埼玉郡北部に梨の栽培法を広めた人物であり、埼玉梨の祖と云われる。

## 経歴
1854年（安政元年）に当時の武蔵国埼玉郡臺村（現埼玉県久喜市菖蒲町台）に生を受ける。1871年（明治4年）に群馬県勢多郡大島村（現前橋市）に赴く。その地で梨栽培に興味を抱き、梨栽培技術の研究に励む。そして群馬県・千葉県でそれぞれ1年ずつ梨栽培の修行をし、埼玉県幡羅郡三ヶ尻村（後の大里郡三尻村、現熊谷市）で8年、計10年間梨の栽培実地研修を行った。1876年（明治13年）11月、大里郡武川村（現深谷市）で梨栽培に専念・技術も進歩し、販売を行い収益も多く得る。この有利な事業を一人占めすることなく1881年（明治17年）には南埼玉郡台村および南埼玉郡三箇村、南埼玉郡栢間村、南埼玉郡江面村、その他各地の村々を廻り、「長十郎」「真鍮」と呼ばれる品種の栽培を普及させ、梨栽培の有利性そして技術を伝えた。　梨栽培が有用な事業であることが認識されたのは1910年（明治43年）8月の台風による水害時（関東大水害）のことである。米や麦、野菜などの作物が被害を受ける中、梨はほぼ被害を受けることがなかった。梨は当時高価に取引され、換金作物として地域に急速に普及していった。1927年（昭和2年）に没し、その後「埼玉梨の元祖」と称されるようになった。出生の別説として、しみん農園久喜に所在する「ナシの記念碑」には「八五郎は安政元年に埼玉郡三箇村（現：久喜市菖蒲町三箇）字向野の大久保嘉左衛門の二男として生れた。」ともある。

## 石碑など
- しょうぶの梨100年記念園 - 1994年（平成6年）、菖蒲町（現：久喜市）により埼玉県道5号大宮菖蒲線沿いに整備される。
- ナシの記念碑 - 1922年（大正11年）、明倫館（旧江面村に所在した私立中学）第3代館長の宮内純により碑が記される。その後1941年（昭和16年）に江面95番地より久喜本96番地（橋戸交差点付近）に移設され、さらに県道大宮栗橋線の整備により1967年（昭和42年）、当時の上早見86番地（現：本町4-3-5）[1]に移設される。そして現在、2011年（平成23年）に「しみん農園久喜」の園内に移設され、[2]今日に至っている。

## 略年譜
- 1854年（安政元年） - 武藏國埼玉郡臺村（別説：三箇村）にて出生。
- 1871年（明治4年） - 群馬県勢多郡大島村（現前橋市）に赴き、梨栽培を知る。
- 1876年（明治13年）11月 - 埼玉県大里郡武川村（現深谷市）で梨栽培に専念、収益を得る。
- 1881年（明治17年） - 埼玉県南埼玉郡の北部に梨栽培を広める。
- 1922年（大正11年） - 明倫館第3代館長の宮内純により石碑が記される。
- 1927年（昭和2年） - 五十嵐八五郎が没する。